# Okere Falls (Wasserfall)
Die Okere Falls sind ein Wasserfall auf der Nordinsel Neuseelands. Er liegt im Lauf des Kaituna River im Gebiet der Ortschaft Okere Falls in der Region Bay of Plenty. Die Okere Falls gehören neben den stromabwärts liegenden Kaituna Falls und Tutea Falls zu einem Komplex dreier dicht aufeinanderfolgender, raftingfähiger Stromschnellen.
Vom New Zealand State Highway 33 zweigt im Ort Okere Falls die Okere Falls Road nach Norden ab. Dort, wo diese nach etwa 200 Metern in die Trout Pool Road übergeht, befindet sich ein Besucherparkplatz mit direktem Zugang zu einer Aussichtsplattform am Wasserfall.